# Peter O’Brien (aktor)
Peter O’Brien (ur. 25 marca 1960 w Murray Bridge) – australijski aktor i reżyser telewizyjny i filmowy pochodzenia irlandzkiego.

## Życiorys

### Wczesne lata
Urodził się i wychowywał w Murray Bridge w Południowej Australii, gdzie jego rodzice mieli gospodarstwo rolne. Jego dziadkowie wyemigrowali z Irlandii. Początkowo chciał zostać weterynarzem. Po ukończeniu szkoły, w nielicznym australijskim katolickim college’u Mercedes College w Adelajdzie przez kilka lat pracował jako nauczyciel uczył fizyki. Następnie podjął pracę jako robotnik w fabryce, strażnik parkingowy i model.
Na początku lat 80. rozpoczął naukę w trzech różnych szkołach: The South Australian School of Acting, Tony Bartucchio’s School of Dancing oraz The Melbourne Music Theatre. W 1981 bardzo się rozchorował, stracił 27 kg wagi. Początkowo lekarze zdiagnozowali u niego raka, jednak okazało się, że cierpiał na szczególną mononukleozę zakaźną. Na szczęście wrócił do pełnego zdrowia, ale nie był w stanie kontynuować swoją kariery sportowej w rugby.

### Kariera
W 1983 r. przeniósł się do Melbourne, gdzie dostał rolę w serialu policyjnym Starting Out jako Craig Holt. Potem występował w serialach: Prawo Carsona (Carson’s Law, 1983), Więźniarki (Prisoner, 1984) i Hendersonowie (The Henderson Kids, 1985) jako Sudds. Popularność zapewniła mu rola Shane’a Ramsaya w operze mydlanej Sąsiedzi (Neighbours, 1985-87), za którą został uhonorowany Silver Logie '87. W serialu Latający doktorzy (The Flying Doctors, 1987-91) zagrał pilota Sama Pattersona.
Na długi czas przeprowadził się do Londynu, gdzie na scenie grywał w takich sztukach jak w Butterflies Are Free, The Rivals, Joe Orton Loot, Czarnoksiężnik z krainy Oz i Piraci z Penzance. Pracował również dla telewizji w The Trials of Oz, All new Alexei Sayle Show i cztery miesiące w serii detektywistycznej Taggart.
Na początku 1994 r. powrócił do Australii, gdzie grał rolę Andy’ego Cochrane’a w serialu Prawo tego kraju (Law of the Land), a następnie w drugim i trzecim sezonie serialu BBC Cardiac Arrest (1994-96) jako pan Cyril „Scissors” Smedley.

### Życie prywatne
W 1990 r. poślubił Joannę Riding. Jednak w 1993 r. doszło do rozwodu. 1 stycznia 2003 r. ożenił się z aktorką Mirandą Otto, z którą ma córkę Darcey (ur. 1 kwietnia 2005).

## Filmografia

### Filmy fabularne
- 1996: Hotel miłości (Hotel de Love) jako Norman Carey
- 1999: Sally Marshall Is Not an Alien jako David lawson
- 1999: Sabrina – Podwodna przygoda (Sabrina, Down Under, TV) jako dr Julian Martin
- 1999: See How They Run jako Don Morton/Cassidy
- 2002: Zobowiązanie (The Pact) jako Roy Folksdale
- 2003: Kod 11-14 (Code 11-14, TV) jako detektyw McElroy
- 2003: Historia Lindy Chamberlain (Through My Eyes: The Lindy Chamberlain Story) jako Ian Barker Q.C.
- 2005: Hell Has Harbour Views (TV) jako Tim Sullivan
- 2005: Powracający koszmar (The Return) jako Terry Stahl
- 2006: Ptasia grypa w Ameryce (Fatal Contact: Bird Flu in America, TV) jako Alan
- 2008: A World Away jako John
- 2009: X-Men Geneza: Wolverine (X-Men Origins: Wolverine) jako John Howlett
- 2009: Rogue Nation jako John Stephen Jr
- 2013: Love of My Life jako chirurg/Thomas
- 2014: The Killing Field jako inspektor Lachlan McKenzie

### Seriale TV
- 1983: Starting Out jako Craig Holt
- 1984: Więźniarki (Prisoner) jako Tim Carter
- 1985: Hendersonowie (The Henderson Kids) jako Sudds
- 1985-87: Sąsiedzi (Neighbours) jako Shane Ramsay
- 1987-91: Latający doktorzy (The Flying Doctors) jako kpt. Sam Patterson
- 1993: Taggart jako Bill Hamilton
- 1994: The All New Alexei Sayle Show jako dr Scott Jordan
- 1995-96: Cardiac Arrest jako pan Cyril „Scissors” Smedley
- 1997: Charyzmatyczny mówca – Ziemia smoka pana (Spellbinder – Land of the Dragon Lord) jako Carl
- 1999: Queer as Folk jako Cameron Roberts
- 2000–2001: Szczury wodne (Water Rats) jako Matthew Grierson
- 2001: Łowcy skarbów (Relic Hunter) jako Allan Devaut
- 2002: Młode lwy (Young Lions) jako Daryll Flynn
- 2002–2003: White Collar Blue jako detektyw Joe Hill
- 2004: Bill (The Bill) jako DI Peter Cavanaugh
- 2004: Policjanci z Mt. Thomas (Blue Heelers) jako dr Peter Nelson
- 2006: Marzenia i koszmary (Nightmares & Dreamscapes: From the Stories of Stephen King) jako Keenan
- 2007: Plotkara (Gossip Girl) jako fotograf
- 2007: Na sygnale (Casualty) jako Theo ‘Stitch’ Lambert
- 2008: Miasto wydziału zabójstw (City Homicide) jako Warren Endicot
- 2008: Porachunki (Underbelly: A Tale of Two Cities) jako George Freeman
- 2008: Doktor Who (Doctor Who) jako Ed Gold
- 2009: Cena życia (All Saints) jako Sam Whittaker
- 2009: 30 sekund (30 Seconds) jako Bill Brooker
- 2010: Porachunki (Underbelly: The Golden Mile) jako George Freeman
- 2010: Dance Academy jako Sebastian
- 2012: Zagadki kryminalne panny Fisher (Miss Fisher’s Murder Mysteries) jako René Dubois
- 2015: Zima (Winter) jako detektyw Inspektor Lachlan McKenzie